# Frenchelon
Frenchelon es el nombre dado al sistema de inteligencia de señales (SIGINT, por sus siglas en inglés) utilizado por Francia en referencia a su homólogo angloamericano ECHELON. Adicionalmente dentro de la inteligencia francesa, se le conoce como la «infraestructura de mutualización» (IM).

## Historia
Su existencia nunca ha sido reconocida oficialmente por las autoridades francesas, aunque numerosos periodistas, basándose en información militar, la han mencionado desde que el Parlamento Europeo investigó ECHELON y también sus implicaciones en la lucha antiterrorista. El término fue acuñado por Kenneth Cukier, un periodista estadounidense residente en París, en una publicación presentada en la conferencia Computers, Freedom and Privacy ('Ordenadores, Libertad y Privacidad') en 1999, y posteriormente en un artículo de opinión en la edición europea de The Wall Street Journal.

## Operaciones

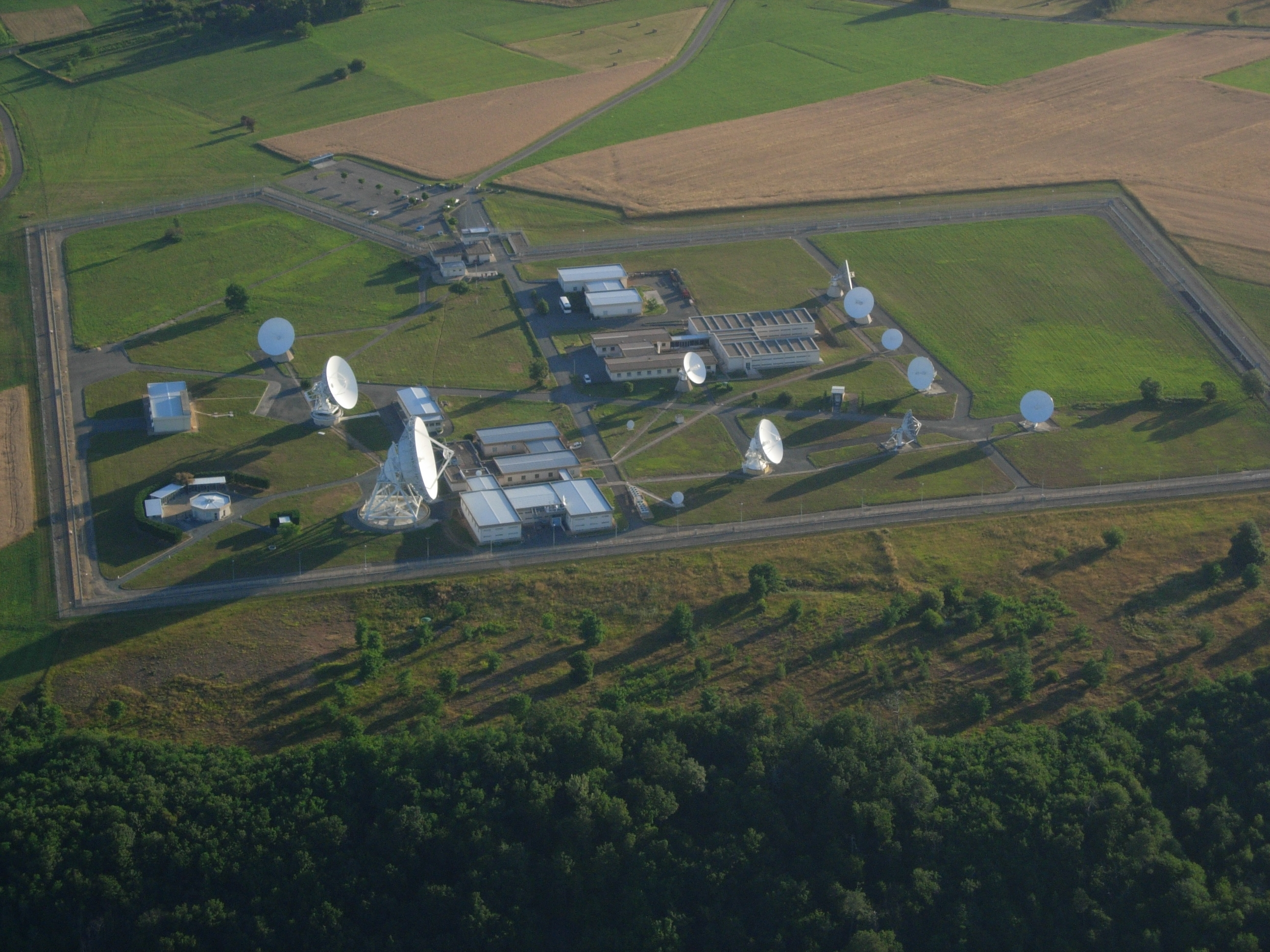
Una base de la DGSE en Domme, Périgord

El sistema es supuestamente operado por la Dirección de Inteligencia Militar (DRM) y la Dirección General de Seguridad Exterior (DGSE), cuya Dirección Técnica es responsable de la inteligencia de las señales. La mayor de las estaciones de escucha se encuentra en Domme, cerca de Sarlat-la-Canéda, en Périgord, mientras que las demás se distribuyen probablemente en la metrópoli, como son las de: Les Alluets-le-Roi - Feucherolles, el fuerte de Mutzig, la fortaleza de Mont-Valérien, Plateau d'Albion, Saint-Laurent-de-la-Salanque, Cap d'Agde, la península de Giens, Sari-Solenzara, el cuartel de Filley en Niza y Dieuze. También hay una estación de recopilación y análisis de información por señales (comunicaciones por radio y señales de radar) a bordo del buque espía Dupuy-de-Lôme.
Además, hay otras estaciones en territorios de ultramar y antiguas colonias:
- San Bartolomé;
- Bouar;
- Yibuti (Campamento Lemonnier - cerrado, ahora ocupado por la Fuerza Conjunta Combinada - Cuerno de África): nuevo centro construido recientemente entre la Base Aérea Francesa y el campamento de la Legión Extranjera Francesa en Yibuti;
- Mayotte (Centro de escucha militar de Badamiers, cerrado en 1998);
- La Reunión;
- Kourou;
- Papeete;
- y la base aeronaval La Tontouta en Nueva Caledonia.

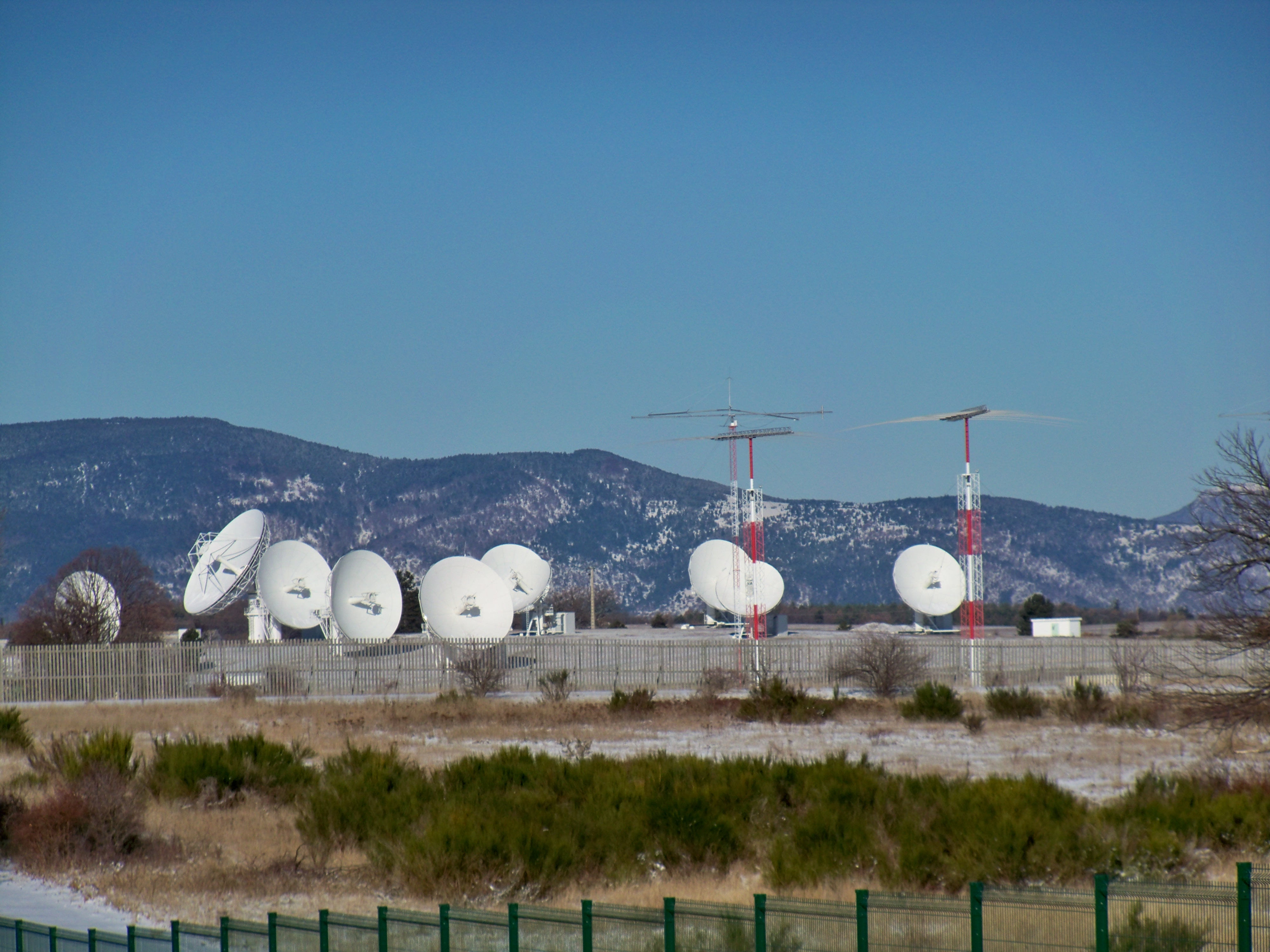
Un sitio de la DGSE cerca de Saint-Christol

Estas estaciones, además de la sede de la DGSE en el bulevar Mortier de París, interceptan y descifran las comunicaciones electrónicas mediante programas informáticos que codifican las comunicaciones de origen diplomático, militar o industrial.
Los periódicos franceses indicaron recientemente que la DGSE tenía un programa de interceptación de cables submarinos, similar al de la Agencia de Seguridad Nacional (NSA). No hay datos oficiales que indiquen si esto podría formar parte de Frenchelon.
No debe confundirse con el sistema oficial de escucha del Ejército francés Emeraude (Ensemble mobile écoute et recherche automatique des émissions, en francés), que solía confundirse erróneamente con Frenchelon.